# Piet van Breemen
Petrus Gerardus Maria (Piet, Pierre) van Breemen s.j. (Bussum, 23 juni 1927 – Nijmegen, 31 augustus 2021) was pater jezuïet en auteur van verschillende boeken over spiritualiteit.
Piet van Breemen had twee zussen en was de enige zoon uit het gezin van bakker Johannes Gijsbertus van Breemen (1886-1960) en Adriana Antonia van 't Nederend (1887-1968).

## Biografie
Piet Van Breemen trad in 1945 toe tot de Sociëteit van Jezus. Hij studeerde filosofie aan het Berchmanianum in Nijmegen en theologie aan het Canisianum in Maastricht. Na in 1956 tot priester gewijd te zijn, behaalde hij in 1961 te Amsterdam zijn doctoraal in de natuurkunde. Hij gaf les naast zijn werk als geestelijke.
Hij was een bevlogen en veelgevraagd spreker op talrijke avonden en studiedagen. In zijn functie van novicemeester in Oudergem (bij Brussel) en later in Nijmegen gaf hij vooral graag retraites aan jongvolwassenen, die doorgaans leerlingen waren (geweest) van jezuïetencolleges. In die hoedanigheid verwierf hij sedert 1974 trouwe toehoorders in katholieke kringen, ook wereldwijd buiten Nederland en België.
Gedreven door zijn roeping bleek hij meertalig belezen op het terrein van theologie, het christelijke gebedsleven in de praktijk, psychologie en godsdienstsociologie. Daarenboven had hij de pedagogische gave om het gelezene begrijpelijk en oorspronkelijk over te brengen. Piet van Breemens verdienste ligt vooral hierin dat hij bepaalde Bijbelse thema's, waarover eerder bij protestanten gepreekt wordt, samen met de wijsheid van de kerkvaders (in het bijzonder Augustinus), eerder onder kloosterlingen bekend, met een verbazende eenvoud naar voren kon brengen als één geheel.
Als voorbeeld van een van zijn eyeopeners kan vermeld worden dat hij in zijn eerste boek beweert dat de gekruisigde Jezus veel minder alleen en wanhopig was dan iedere christen traditioneel aanneemt: als joods gemeentelid (in de oudtestamentische visie) hief hij immers met Mijn God, mijn God, waarom hebt Gij mij verlaten psalm 22 van David aan. Bij wijze van tekstontleding verdeelde hij deze psalm in onderdelen en beklemtoonde het laatste deel (vanaf vers 23) dat de oproep bevat om God te loven in de gemeente en het hoopvolle vooruitzicht te houden op de bekering van alle volkeren (vss. 28-32).
Van Breemen werd 94 jaar.

## Werken
- Als brood dat wordt gebroken : een twintigtal meditaties (Amsterdam/Tielt : Lannoo, 1975, 19774). ISBN 9789020905991
- Mijn naam in Zijn hand : schriftmeditaties (Bussum/Tielt : Lannoo, 1977, 19823). ISBN 9789020906653
- Kostbaar in zijn ogen : schriftmeditaties (Tielt : Lannoo, 1981). ISBN 9789020909456
- En ondertussen kiemt het zaad (Uitgeverij Lannoo, 1999). ISBN 9789020925814
- Het gaat om de liefde (Uitgeverij Terra - Lannoo, 1999). ISBN 9789020937251
- Vertrouwd met het geheim (Uitgeverij Carmelitana (de Karmelieten), 2009). ISBN 9789076671673
- Ouder worden als geestelijke weg (Berne Media, 2017). ISBN 9789089721662

- Bibsys: 8042611
- Biblioteca Nacional de España: XX1723960
- Bibliothèque nationale de France: cb11927543m (data)
- Catàleg d'autoritats de noms i títols de Catalunya: 981061143869406706
- CiNii: DA12832598
- Digitale Bibliotheek voor de Nederlandse Letteren: bree065
- Gemeinsame Normdatei: 120920069
- International Standard Name Identifier: 0000 0001 1057 927X
- Library of Congress Control Number: n94080006
- Bibliotheek van het Japanse parlement: 00434262
- Nationale Bibliotheek van Tsjechië: jn20001227570
- Nationale bibliotheek van Australië: 36316204
- Nationale en Universitaire bibliotheek Zagreb: 000310536
- Nederlandse Thesaurus van Auteursnamen: 069061815
- Système universitaire de documentation: 027175510
- Trove: 1245599
- Virtual International Authority File: 40221610
- WorldCat: E39PBJvH9V6Vcgkc8Kt7WYBkjC